# Моркем (футбольний клуб)
ФК «Моркем» (англ. Morecambe Football Club) — англійський футбольний клуб з однойменного міста, заснований 7 травня 1920 року. Виступає у Першій футбольній лізі. Домашні матчі грає на стадіоні «Глоб Арена», на який перебралися 2010 року з стадіону «Крісті Парк». Клуб отримав прізвисько «Креветки» через місцеву фірмову їжу прибережного міста. Вийшов вперше у свої історії до третього за силою дивізіону чемпіоната Англії у сезоні 2020/2021.

## Історія

### 1920―2005: Рання історія
Футбол у місті сягає початку 20-го століття; однак лише 7 травня 1920 року ФК Моркем було створено після зустрічі в місцевому готелі West View. Потім клуб посів своє місце в Ланкаширській комбінаційній лізі в сезоні 1920–21.
Протягом першого сезону футбол був популярним із крикетним клубом Моркем на Вудхілл Лейн, і на матчі дербі з Ланкастер Сіті та Флітвуд Таун натовп виявився понад 3000. Хоча успіх на полі було важко досягти, оскільки клуб томився в нижній частині таблиці, наприкінці першого сезону клуб переїхав у Роузберрі Парк. Через кілька років після того, як тодішній президент Дж. Б. Крісті придбав землю, назву землі було змінено на Крісті Парк на його честь. Ті ранні сезони виявилися важкими, і лише в 1924–1925 роках клуб почав досягати певного успіху, вперше здобувши титул чемпіона. Пізніше за цим здобули успіх у юніорському Кубку Ланкашира, перемігши старих суперників Чорлі після двох повторів і перед понад 30 000 глядачів.
Крісті заповів землю клубу в 1927 році, а також допоміг об'єднати клуб у компанію з обмеженою відповідальністю з тодішнім акціонерним капіталом у 1000 фунтів стерлінгів. У решті 1920-х і впродовж 1930-х років тривала боротьба за збереження футболу на північно-західному узбережжі з поганими результатами на полі та невеликими доходами або взагалі без них.
Післявоєнна епоха ознаменувала підйом у статках Креветок з постійним прогресом протягом кінця 1940-х і майже всіх 1950-х років, з помітним покращенням, коли в 1956 році Кен Хортон був призначений гравцем-менеджером. Поки успіх був не за горами, фундамент майбутнього будувався. Був сформований клуб допоміжних вболівальників, і за їх допомогою було проведено багато покращень землі, так що успіх на полі точно збігався з роботою поза полем. Чотирнадцять років, починаючи з 1960 року, можна було б виправдано назвати Золотою ерою Моркема. Це включало участь у третьому раунді Кубка Англії в сезоні 1961–62, поразку від Веймута з рахунком 1–0; перемога у фіналі старшого кубка Ланкашира в 1968 році, перемога над Бернлі з рахунком 2–1 та успіх FA Trophy на Уемблі в 1974 році, перемога над Дартфордом з рахунком 2–1 у фіналі.
Наступні 12 років були такими ж безплідними, як і будь-який попередній період в історії клубу. Відвідуваність впала з заслуговуваних 2000 плюс до жалюгідних 200 мінусів, із помітним зниженням статків клубу за цей період. Однак у 1985–86 рр. з’явилися ознаки покращення; Позиція клубу в лізі покращилася, а кубковий успіх протягом наступних кількох років наповнив клуб оптимізмом.
Клубу знадобилося десять років, щоб досягти своїх амбіцій просування до Футбольної конференції після багатьох подальших удосконалень не тільки на майданчику, але й у структурі клубу, що дало клубу можливість впевнено дивитися вперед як один із прогресивніших Конференцій.
З моменту проходження конференції в сезоні 1995–1996 років «Креветки» отримали статус однієї з провідних команд у лізі. Насправді, лише Вокінг мав триваліший безперервний членство в лізі в цей час. Одного разу зайняли друге місце, а місця в плей-оф двічі ледь не вийшли. Також за цей час клуб також зрівняв свій найкращий виступ у Кубку Англії в 2000–01 та 2002–2003 роках. Обидва рази клуб протистояв Іпсвіч Тауну, програвши 3–0 та 4–0 відповідно. Моркам також переміг кілька клубів ліги в Кубку Англії, включаючи «Кембридж Юнайтед» у 2000–2001 роках та Честерфілд у 2002–2003 роках. У сезоні 2005–2006 років Моркам вийшов у плей-оф, але програв Герефорд Юнайтед з рахунком 4–3 за загальним підсумком після нічиї 1–1 у першому матчі на Крісті Парк.

### 2005―2011: Семмі Макілрой
У листопаді 2005 року Джим Гарві переніс серцевий напад під час гри чемпіонату на Крісті Парк проти Кембридж Юнайтед. Клуб швидко оголосив про призначення тимчасового менеджера Семмі Макілроя, давнього друга Гарві. Після того, як перший тримісячний термін перебування Макілроя на посаді доглядача закінчився, йому дали роботу на решту сезону, і Гарві, як очікується, повернеться після його закриття. Однак у перший день свого перебування на посаді менеджера Моркема Гарві був звільнений клубом, а Макілрой був призначений постійним менеджером, а Марк Лілліс був його помічником. Це спричинило ворожнечу між давніми друзями Гарві та Макілроєм, яка не примирилася й донині.
За відсутності Гарві, Моркем вийшов у плей-оф Конференції. Вони програли Херефорду з рахунком 4–3 за загальним підсумком, але Макілрой був призначений на постійну основу в травні 2006 року. Наступного сезону Моркем вперше в своїй історії перейшов до Футбольної ліги після перемоги у фіналі плей-оф конференції, перемігши Ексетер Сіті. 2–1 на «Уемблі» 20 травня 2007 року перед понад 40 000 уболівальників після перемоги у півфіналі над «Йорк Сіті».
17 липня 2007 року Моркам оголосив про плани переїхати на новий стадіон до початку сезону 2009–2010 років. Роботи на запропонованому майданчику не розпочалися до весни 2009 року, а очікувана дата завершення – літо 2010 року.
Моркам провів свою першу гру у Футбольній лізі проти Барнета на Крісті Парк у серпні 2007 року, в якій вони зіграли внічию 0: 0, щоб забезпечити своє перше в історії очко у Футбольній лізі. 14 серпня 2007 року Моркем провів свій перший матч у Кубку ліги та зафіксував перемогу з рахунком 2–1 над сусіднім Престоном Норт Енд у Діпдейлі, а Джим Бентлі та Девід Артелл забили за Моркема. «Креветки» додали цей результат ще однією невдачною перемогою над командою Чемпіоншипа, перемогою з рахунком 3:1 над «Вулверхемптон Вондерерс» 28 серпня, щоб вийти до третього раунду Кубка Ліги, в якому вони протистояли третьому поспіль команді чемпіонату, Шеффілд Юнайтед. Однак Моркам програв 5 голів проти 0. Вони завершили свій перший сезон у Другій Лізі на 11-му місці з 60 очками. Вони також завершили сезон 2008–09 на 11-му місці, цього разу набравши 63 очки.
2009–2010 був останнім сезоном Моркема в Christie Park. Вони завершили сезон на четвертому місці, вийшовши в плей-офф, де програли за загальним рахунком 7–2 «Дагенхем енд Редбрідж». 10 серпня 2010 року Моркам провів свій перший матч на «Глобус Арені» проти команди Чемпіоншип «Ковентрі Сіті» у першому раунді Кубка Ліги. Моркам здобув перемогу з рахунком 2–0, а Енді Флемінг забив перші два голи на стадіоні. Це принесло Моркему Ланкаширське дербі в другому раунді проти іншої команди Чемпіоншіпі, Бернлі, де вони програли з рахунком 3–1. 9 травня 2011 року менеджер Моркема Семмі Макілрой за взаємною згодою залишив клуб після п'яти років перебування на чолі.] Макілрой, який перейшов на посаду менеджера від Джима Харві, покинув клуб разом із асистентом Марком Ліллісом. Голова Morecambe Пітер Макгіган похвалив пару за їхні зусилля з моменту вступу на посаду, назвавши Макілроя «кращим менеджером за час його правління в клубі».

### 2011―2019: Джим Бентлі
13 травня 2011 Бентлі був призначений менеджером за дворічним контрактом, підписавши дворічний контракт як гравець-менеджер. Його першою грою в ролі професійного менеджера стала поразка від Барнета з рахунком 1:0. Потім «Креветки» здобули чотири перемоги у всіх змаганнях, включаючи перемогу з рахунком 2–0 над «Барнслі» у Кубку ліги. Після своїх перших дев'яти ігор на чолі, Моркам опинився на першому місці в лізі, здобувши шість перемог, дві нічиї та лише один раз програвши. Захист Моркем у цей час був вирішальним, він пропустив лише п’ять голів у дев’яти іграх. Однак це не тривало, оскільки погане завершення сезону призвело до того, що Моркам зайняв 15-е місце у Другій лізі, що все ще є покращенням у порівнянні з попереднім сезоном. Другий сезон Джима Бентлі розпочався з перемоги над «Ексетер Сіті» з рахунком 3–0. Однак непостійні виступи знову призвели до того, що вони опинилися в середині таблиці. Протягом сезону 2016–17 Бентлі отримав дискваліфікацію на два матчі та був оштрафований на 1000 фунтів стерлінгів, хоча вболівальники Моркема заплатили штраф.

### 2019―2021: Дерек Адамс
Бентлі покинув клуб у жовтні 2019 року, щоб зайняти посаду менеджера в AFC Fylde, провівши 16 місяців як найдовший менеджер у чотирьох найвищих рівнях англійського футболу. 7 листопада 2019 року Моркем призначив Дерека Адамса менеджером, підписавши з ним контракт на два з половиною роки. Залишок сезону, скорочений через пандемію COVID-19, показав, що «Креветки» фінішували 22-ми після 37 зіграних ігор, що все ще достатньо, щоб уникнути вильоту.
Сезон 2020–21 виявився чудовим. Клуб досяг успіху в лізі, вийшовши до плей-оф Другої Ліги з 78 очками. Після загальної перемоги над «Транмір Роверс» у півфіналі з рахунком 3–2 клуб вперше в своїй історії вийшов до фіналу плей-оф Другої ліги, де вони протистояли «Ньюпорт Каунті». 31 травня 2021 року Моркем переміг «Ньюпорт» з рахунком 1–0 у фіналі на стадіоні «Вемблі» після того, як Карлос Мендес Гоміш реалізував пенальті на 107-й хвилині. Таким чином футбольний клуб «Моркем» вперше в історії вийшов до третього дивізіону чемпіонату Англії з футболу Першої футбольної ліги.
Адамс подав у відставку через три дні, і клуб заявив, що він пішов, «щоб скористатися можливістю в іншому місці». Це виявилося менеджерською роботою в «Бредфорд Сіті».

### 2021―н.ч.: Стівен Робінсон
7 червня клуб оголосив, що колишній Мотервелл менеджер Стівен Робінсон обійме посаду менеджера першого сезону клубу в Першій футбольній лізі.
Сезон 2021―22 - перший в історії клубу проведенний у Першій лізі - клуб завершив на 19-ій сходинці.

## Комплект форми та основні спонсори
| Період    | Виробник форми     | Спонсор                  |
| --------- | ------------------ | ------------------------ |
| 1920–74   |                    |                          |
| 1974–78   | Umbro              |                          |
| 1978–79   | Litesome           |                          |
| 1979–80   | Litesome           | Holmark                  |
| 1981–82   | Adidas             | Mitchells                |
| 1983–84   | Umbro              | John Wilding             |
| 1984–85   |                    | MG Markets               |
| 1985–86   |                    | Carlton Caterers         |
| 1986–87   | Umbro              | Carlton Caterers         |
| 1987–88   |                    | Carlton Caterers         |
| 1988–91   | Umbro              | Cvg                      |
| 1992–93   |                    | Mitchells                |
| 1993–94   | Asics              | Carleton Inn             |
| 1994–95   |                    | Printing Machinery       |
| 1995–96   | Pony International | Ais Products             |
| 1996–97   | Pony International | Lakesway                 |
| 1997–98   | Pony International | Oasis                    |
| 1998–99   | Pony International | Ambulink UK              |
| 1999–2000 | Umbro              | Redman & Jones           |
| 2000–02   | Umbro              | Business Serve PLC       |
| 2002–04   | Umbro              | Thurnham Leisure Group   |
| 2004–07   | Umbro              | Wright & Lord Solicitors |
| 2007–08   | Umbro              | Jiang Print              |
| 2008–09   | Puma SE            | Mopay.co.uk              |
| 2009–12   | Puma SE            | Bench.                   |
| 2012–13   | Fila               | Carbrini                 |
| 2013–14   | Fila               | Blacks Leisure Group     |
| 2014–15   | Fila               | Carbrini                 |
| 2015–16   | Carbrini           | JD Sports                |
| 2016–17   | Carbrini           | Omega Holidays           |
| 2017–18   | Macron             | Purple Property Group    |
| 2018–19   | Macron             | Bizloans4u               |
| 2019–21   | Macron             | Annapurna Recruitment    |
| 2021–22   | Joma               | Mazuma                   |

## Суперництва
Починаючи з початку 1990-х, Моркем веде запекле суперництво з сусідами з Ланкаширу «Аккрінгтон Стенлі». «Креветки» не змогли перемогти «Аккрінгтон» в 16 спробах після їхнього підвищення у Футбольній лізі 2007 року, перш ніж гол Аарона Вайлдіга приніс їм перемогу над суперниками з рахунком 1:0 у серпні 2015 року.
Серед інших місцевих суперників Моркема – Барроу, Ланкастер Сіті, Флітвуд Таун, Кендал Таун і Саутпорт.